# Puñal de claveles
Puñal de claveles è un romanzo breve di Carmen de Burgos pubblicato sulla rivista La Novela de Hoy nel 1931.

## Trama
La protagonista femminile è Pura. Pura è una bella donna. Pura ama se stessa e aveva rifiutato tutti i corteggiatori, ma in un contesto sociale gerarchico, sua madre voleva vederla sposata con una buona coppia. Pura ha 20 anni, dovrebbe sposarsi. Il padre le dice che c'è un uomo, Antonio el Peneque, che le aveva chiesto di sposarlo, e Pura accetta senza essere felice o triste. Nel primo capitolo Pura è a casa con la madre Antonia e quattro donne, cioè le cameriere e le vicine, che sono il gruppo di amici di Pura. Santiaguico, un gioielliere, torna a casa e cerca di vendere qualcosa. Antonio ha anche degli amici, tra cui José. C'è poco tempo per il matrimonio. Le ragazze vanno a un ballo, ma Pura resta a casa. Viene descritta una società semplice e rurale. A casa di Pura ci sono solo Antonio, Pura e sua madre. È chiaro che Pura non ama Antonio, ma le piace l'idea di sposarsi. Nel secondo capitolo sono elencati i preparativi per il matrimonio di Pura e Antonio. Non ama Antonio, non c'è passione, quindi si sente ogni giorno più triste. Sabato, José ha dei fiori per Pura, sono garofani rossi, perché a Pura piacciono i fiori, e lui le dice che sono di Antonio. Nel terzo capitolo Antonio mangia con la famiglia di Pura, è l'ultima domenica prima del matrimonio. Pura continua ad annusare i garofani, per lei sono il simbolo dell'amore di Antonio, ma Pura scopre che i garofani non sono di Antonio. Antonio e José parlano dei fiori, ma è stato tutto solo un malinteso. Nel quarto capitolo, José taglia altri garofani per Pura e sostituisce quelli vecchi che sono già appassiti. Pura sente il rumore e trova i fiori. Capisce che ama davvero José. Nel quinto capitolo, arriva il giorno del matrimonio. Quando José e Pura si vedono, è chiaro che si amano. Continua a pensare ai garofani, che per lei erano come un pugnale. Mentre tutti dormono, José vuole vedere Pura, si dice che sarà l'ultima volta. I due decidono di scappare. Ora sono felici.

## Tematiche
Nel romanzo sono presenti alcuni elementi ricorrenti nella produzione letteraria di Burgos: la madre obesa; il venditore ambulante con la sua cassa di oggetti; la situazione delle donne sposate, sposate quasi da adolescenti; il rito del cibo in cascina; le stelle per misurare le ore; la composizione del banchetto nuziale; il corredo della sposa; gli uomini cantano a due voci di notte per fingere compagnia; lanciare sassi all'incrocio; i fazzoletti delle ragazze.
È strutturato in cinque capitoli di lunghezza molto diversa e con titoli propri. Il primo occupa quasi metà della storia ed è prevalentemente descrittivo; presenta l'argomento, lo sfondo dei personaggi e dei costumi. Il secondo capitolo è in parte descrittivo, ma con esso inizia l'azione. I capitoli tre e quattro costruiscono lo sviluppo narrativo e compaiono già elementi drammatici e lirici. Il quinto capitolo è drammatizzato e molto lirico. Il materiale del racconto appare così distribuito in maniera ordinata, creando inizialmente un universo ordinato e stabile, fatto di leggi, norme e convenzioni.
Il tempo del racconto è soggettivo, anche se appare segnato da alcuni riferimenti oggettivi come "La settimana passava" e "La domenica successiva". Anche lo spazio è soggettivo.
Per quanto riguarda la trama del romanzo, Puñal de claveles (1931) deve essere messo in relazione con il dramma di Lorca Nozze di sangue (1933): stessa passione, stessa atmosfera, stessa fuga, ma senza esito tragico, o meglio, senza esito, perché Carmen de Burgos lascia aperta la porta della speranza con alcuni protagonisti che fuggono.
Tra i due esseri, che incarnano l'anelito alla libertà, nasce un amore reciproco, di cui prendono coscienza come in una rivelazione. La passione è fatta di sensualità latente, di tensione, senza segni esterni, senza parole. Il profumo dei garofani è simbolo di passione, una passione più forte della ragione.
Nella descrizione del volo della coppia si combinano molti elementi: il trionfo dei sentimenti autentici rappresenta il trionfo della libertà; il dramma è legato alla minaccia che li perseguita; lo stesso rapimento è la causa della tensione erotica.
C'è nel racconto una gioiosa trasgressione dell'ordine sociale, che viene sopraffatta dalla forza positiva della passione umana: il finale è lieto. La storia appare piena di speranza e lascia aperta la porta che conduce all'ideale: questa è l'idea finale di Carmen un anno prima della sua morte.
Il punto di partenza del tema di Puñal de garofani è il cosiddetto "delitto di Níjar", fatto a cui tutti i giornali hanno dato grande risonanza: poche ore prima del suo matrimonio, una giovane donna scappa con il suo amante, ed è in seguito trovato privo di sensi accanto al corpo dell'amante. Interrogata sull'incidente, rivela che il fratello del fidanzato abbandonato aveva commesso l'omicidio nel tentativo di riparare con il sangue l'onore della sua famiglia, mentre sua sorella, la moglie dell'assassino, l'aveva quasi strangolata.
La vera protagonista della storia di Carmen de Burgos è la moglie, Pura: sogna un'esistenza diversa, ma è soggetta alle leggi imposte dalla società. La sua vita cambia quando riceve un mazzo di fiori, perché quel mazzo rappresenta il vero amore.

## Paragone conNozze di sanguedi Federico García Lorca
Il crimine di Níjar ha ispirato due testi letterari con due diverse prospettive: la prospettiva maschile esposta da Federico García Lorca in Nozze di sangue (1932) e la prospettiva femminista adottata da Carmen de Burgos in Puñal de claveles (1931). Entrambi i testi esprimono le tensioni tra la cultura patriarcale e il desiderio di autorealizzazione. Lorca sviluppa un'opera in cui i protagonisti diventano vittime di rigide strutture sociali. Burgos giustifica l'azione dei protagonisti dando loro la possibilità di un futuro felice.
Nel lavoro di Lorca si percepiscono tre tipi di elementi: determinismo ambientale, determinismo biologico e determinismo sociale. Ognuno ha il suo equivalente nel romanzo di Burgos: forze ambientali, forze biologiche e forze sociali.
Il determinismo ambientale di Lorca nasce dalle energie naturali che governano la regione andalusa ei suoi abitanti. In Nozze di sangue questi sono associati ad elementi che segnano il tragico destino dei personaggi. All'interno della struttura generale dell'opera, simboli come il coltello, la ninna nanna e la personificazione della luna e della morte diventano motivi tematici che sottolineano fin dall'inizio dell'opera l'impossibilità del trionfo dei protagonisti. In Puñal de claveles l'ambientazione, sebbene sia anche parte integrante della vita dei personaggi, trasmette un'aria di ottimismo e le allusioni alla morte e alla superstizione sono solo un elemento culturale della vita andalusa. Una delle prime parole del romanzo è "fertilità": l'autore anticipa il lieto fine.
In Nozze di sangue, il destino della Sposa è in parte influenzato dal determinismo biologico: il Padre stabilisce che la Sposa è una replica della madre. La Sposa, come sua madre, subirà le conseguenze negative della repressione dei suoi desideri individuali. Anche il Fidanzato e Leonardo soffrono di questa predestinazione: il Fidanzato deve morire, come suo padre e suo fratello, per mano di un Felice, in questo caso Leonardo. In Puñal de claveles, Pura interromperà il circolo vizioso da cui la Sposa non poteva sottrarsi: non c'è una reale somiglianza tra Pura e sua madre.
Il fattore sociale crea nel lavoro di Lorca un ambiente tragico in cui i personaggi non possono raggiungere la loro realizzazione individuale nonostante gli sforzi per raggiungerla. La società impone dei ruoli ai sessi e il matrimonio ha una funzione utilitaristica. Non c'è posto per l'amore o il desiderio. Il matrimonio tra lo Sposo e la Sposa serve a consolidare i beni. Inoltre, il matrimonio ha una funzione procreativa. In Puñal de claveles è presentata la stessa visione utilitaristica: per la madre di Pura è necessario che sua figlia sposi una buona coppia. Anche la sposa non può uscire di casa. Burgos assicura che le forze naturali e istintive dei protagonisti superino le restrizioni sociali.
Il romanzo di Carmen de Burgos racconta i preparativi per il matrimonio di Pura con Antonio: alcuni elementi della storia sono comuni all'evento: il luogo è mantenuto, il volo è antecedente al matrimonio, l'ora del volo degli innamorati coincide, l'amante era un ospite di nozze; altri elementi sono lontani: l'amante con cui la sposa scappa è amico dello sposo, e non è cugino della sposa, non c'è persecuzione, non ci sono morti o assassini. Un'altra importante differenza è la stagione: l'evento è accaduto durante l'estate, ma Burgos sceglie la primavera.
Ci sono elementi simbolici condivisi in Puñal de claveles e Nozze di sangue. L'immagine del cavallo è portatrice in entrambi i testi "della passione primitiva". In entrambi i contesti ha un valore di pulsione sessuale primaria. I fiori hanno un valore diverso: in Puñal de claveles i semi sono legati alla vita e alla fertilità; in Nozze di sangue, contengono già una traccia di morte. L'opposizione tra fiore artificiale e fiore naturale appare nell'opera di Carmen de Burgos definita dai fiori artificiali che Antonio vuole regalarle e da quelli naturali che le regala José. La presenza costante della croce racchiude la "premonizione della tragedia" che avviene solo in uno dei due casi. Nell'opera di Lorca il metallo ha connotazioni simboliche di morte, nell'opera di Burgos il pugnale apre la strada alla libertà e alla vita.